# Molopopterus parajota
Molopopterus parajota är en insektsart som beskrevs av Irena Dworakowska 1973. Molopopterus parajota ingår i släktet Molopopterus och familjen dvärgstritar. Inga underarter finns listade i Catalogue of Life.